# Valentino Gasparella
Valentino Gasparella (né le 30 mai 1935 à Isola Vicentina, dans la province de Vicence, en Vénétie) est un coureur cycliste sur piste italien. 

## Biographie
Valentino Gasparella a notamment été champion du monde de vitesse amateurs en 1958 et 1959, et champion olympique de poursuite par équipes aux Jeux de 1956 à Melbourne avec Leandro Faggin, Antonio Domenicali, Franco Gandini. À cette occasion, l'équipe d'Italie a établi un nouveau record olympique, en parcourant les quatre kilomètres en 4 min 37 s 4. Le précédent record appartenait à l'équipe de France victorieuse aux Jeux olympiques de 1936 en 4 min 41 s 8.
Valentino Gasparella a également été médaillé de bronze de la vitesse individuelle quatre ans plus tard aux Jeux olympiques de 1960 à Rome et a remporté le Grand Prix de Paris amateurs en 1958 et 1959.

## Palmarès sur piste

### Jeux olympiques
- Melbourne 1956
  -  Champion olympique de poursuite par équipes (avec Leandro Faggin, Antonio Domenicali et Franco Gandini)
- Rome 1960
  -  Médaillé de bronze de la vitesse

### Championnats du monde amateurs
- Rocourt 1957
  -  Médaillé de bronze de la vitesse
- Paris 1958
  -  Champion du monde de vitesse amateurs
- Amsterdam 1959
  -  Champion du monde de vitesse amateurs

### Jeux méditerranéens
- Beyrouth 1959
  -  Médaillé d'argent de la vitesse
  -  Médaillé d'argent du kilomètre

### Grands Prix
- Grand Prix de Paris amateurs : 1958 et 1959
- Grand Prix de Copenhague amateurs : 1958 et 1959

### Championnats nationaux
- Champion d'Italie du kilomètre en 1955, 1956 et 1957 (3e en 1959)

## Palmarès sur route
- 1954
  - Trophée Visentini
- 1956
  - Circuito di Sant'Urbano
- 1958
  - Circuito di Sant'Urbano